# 단백질분해과정

물의 친핵성 공격(파란색)에 의한 단백질(빨간색)의 가수분해 과정. 촉매가 없을 경우 반감기는 수백 년이 될 수도 있다.

단백질 가수분해(蛋白質 加水分解, 영어: proteolysis)는 단백질을 더 작은 폴리펩타이드 또는 아미노산으로 분해하는 대사과정이다. 촉매가 없을 경우, 펩타이드 결합의 가수분해는 수백 년이 걸릴 수 있으며 매우 느리게 진행된다. 단백질 가수분해는 전형적으로 프로테이스라고 하는 효소에 의해 촉매되지만 세포 내 소화에 의해 일어날 수도 있다. 낮은 pH 또는 고온의 조건도 또한 비효소적으로 단백질 가수분해를 일으킬 수 있다. 다른 촉매와 마찬가지로 효소는 활성화 에너지를 낮추어 반응 속도를 증가시키며, 일부 효소는 기질을 생성물로 수백 만배 더 빠르게 전환되도록 하거나 밀리 초 단위로 빠르게 반응이 일어나도록 유도하는 것으로 알려져 있다.

## 같이 보기
- 단백질 생합성
- 요소회로
- 에너지대사